# Дітікон
Дітікон (нім. Dietikon) — місто в Швейцарії в кантоні Цюрих, округ Дітікон.

## Географія
Місто розташоване на відстані близько 90 км на північний схід від Берна, 11 км на захід від Цюриха.
Дітікон має площу 9,3 км², з яких на 50,3 % дозволяється будівництво (житлове та будівництво доріг), 16,3 % використовуються в сільськогосподарських цілях, 26,8 % зайнято лісами, 6,6 % не є продуктивними (річки, льодовики або гори).

## Демографія
2019 року в місті мешкало 27 746 осіб (+17,4 % порівняно з 2010 роком), іноземців було 46,2 %. Густота населення становила 2971 осіб/км².
За віковим діапазоном населення розподілялося таким чином: 20,4 % — особи молодші 20 років, 64,4 % — особи у віці 20—64 років, 15,2 % — особи у віці 65 років та старші. Було 12248 помешкань (у середньому 2,2 особи в помешканні).
Із загальної кількості 18 911 працюючого 32 було зайнятих в первинному секторі, 3760 — в обробній промисловості, 15 119 — в галузі послуг.